# Bernhard von Kielmansegg

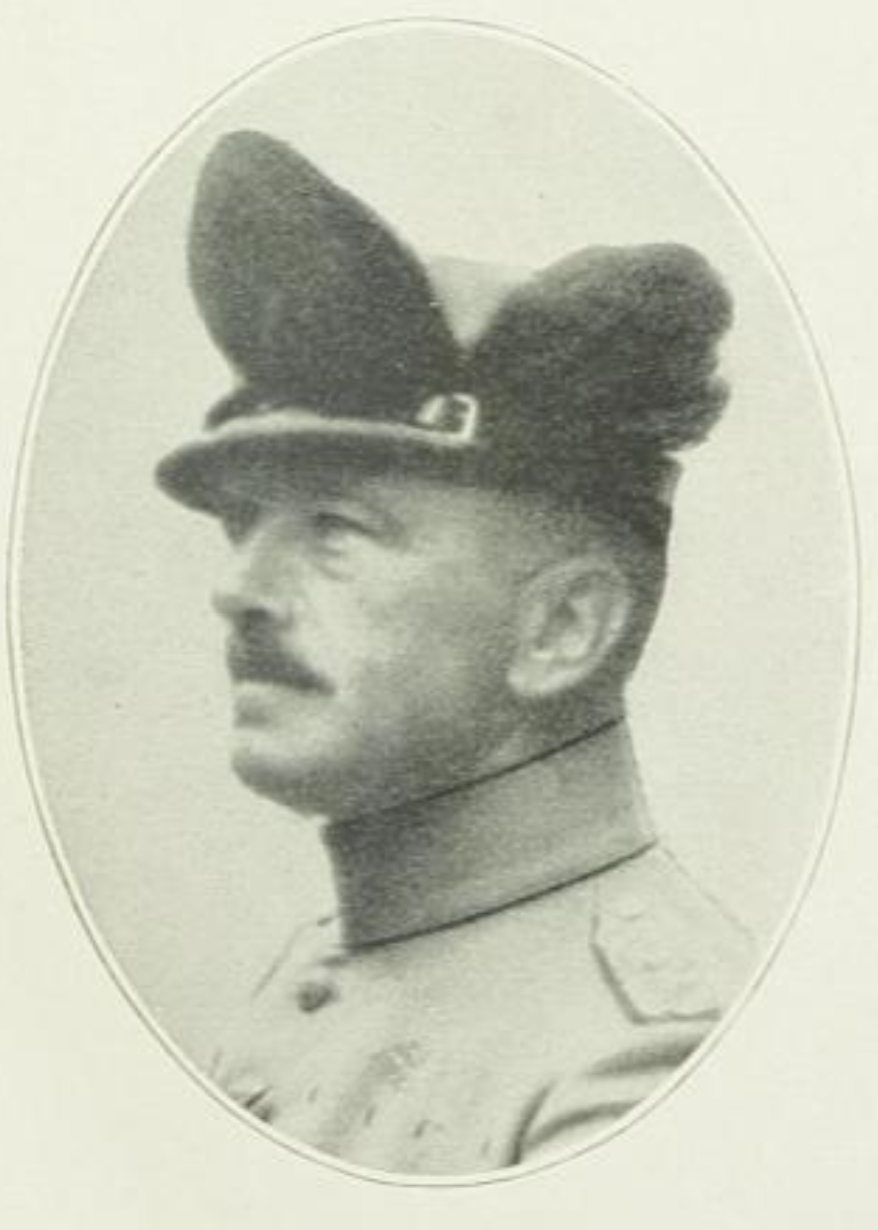
Bernhard Graf Kielmansegg

Bernhard Karl Thedel Hermann Graf von Kielmansegg (* 6. Juli 1866 in Celle; † 18. September 1945) war ein sächsischer Generalmajor.

## Leben

### Herkunft
Bernhard entstammte der III. Linie des Adelsgeschlechts von Kielmansegg. Er war das vierte Kind des hannoverschen Oberstleutnants Adolf von Kielmansegg (1819–1873) und dessen Ehefrau Mathilde, geschiedene Freifrau Knigge, geborene von Bothmer (1832–1919). Seine älteste Schwester Maria (* 1858) war Stiftsdame im Kloster Itzehoe, Helene (* 1862) heiratete den Reichstagsabgeordneten Hermann von Hodenberg und Anna (* 1863) den mecklenburg-schwerinschen Kammerherrn und Zeremonienmeister Hugo von Bernstorff-Gyldensteen. Der hannoversche General der Kavallerie und Kriegsminister Ferdinand von Kielmansegg war sein Großvater.

### Karriere
Kielmansegg trat am 20. Mai 1885 als Fähnrich in das 2. Grenadier-Regiment Nr. 101 „Kaiser Wilhelm, König von Preußen“ der Sächsischen Armee ein. Unter Beförderung zum Sekondeleutnant erfolgte am 19. Januar 1886 seine Versetzung nach Bautzen in das 4. Infanterie-Regiment Nr. 103. Dort diente er 1887/90 als Adjutant des I. Bataillons und anschließend als Regimentsadjutant. Am 24. März 1893 stieg er zum Premierleutnant auf und absolvierte ab 1. Oktober des Jahres zur weiteren Ausbildung die Preußische Kriegsakademie in Berlin. Während dieses Kommandos wurde er 1894 in das 1. (Leib-) Grenadier-Regiment Nr. 100 und 1896 wieder in das 4. Infanterie-Regiment Nr. 103 versetzt. Ende April 1897 folgte seine Kommandierung als Adjutant der 4. Infanterie-Brigade Nr. 48. Unter Belassung in diesem Kommando wurde Kielmansegg am 26. März 1899 zum Hauptmann befördert. Mit der Enthebung von seinem Kommando und unter Stellung à la suite seines Regiments wurde er am 18. Oktober 1899 vom 1. November 1899 ab auf ein Jahr zur Verwendung als militärischer Begleiter des Prinzen Georg Wilhelm von Cumberland kommandiert. Nach dieser Verwendung trat er am 23. November 1900 mit der Ernennung zum Kompaniechef im 12. Infanterie-Regiment Nr. 177 in den Truppendienst zurück. Mit der Beförderung zum überzähligen Major war er ab dem 23. September 1908 beim Stab des 1. (Leib-) Grenadier-Regiments Nr. 100 tätig und wurde am 20. März 1911 Kommandeur des I. Bataillons. In dieser Stellung stieg Kielmansegg am 17. März 1914 zum Oberstleutnant auf.
Nach Ausbruch des Ersten Weltkriegs rückte er mit seinem Verband in das neutrale Belgien ein und nahm an den Kämpfe um Dinant teil, die später als Massaker von Dinant bekannt wurden. Daran schlossen sich Kämpfe um Namur, der Vormarsch nach Frankreich und die Schlacht an der Marne an. Nach dem Rückzug ging er an der Aisne in den Stellungskrieg über und wurde im Januar 1915 mit dem Ritterkreuz I. Klasse des Verdienstordens mit Schwertern ausgezeichnet. Ende des Monats trat Kielmansegg die Nachfolge von Oberst Woldemar Vitzthum von Eckstädt als Kommandeur des Schützen-(Füsilier-)Regiments „Prinz Georg“ Nr. 108 an. Er führte den Verband an der Westfront und erhielt am 24. Mai 1915 das Eiserne Kreuz I. Klasse. Krankheitsbedingt musste er das Kommando am 31. Oktober 1915 abgeben und avancierte am 16. Dezember 1915 zum Oberst.
In Genehmigung seines Abschiedsgesuches wurde Kielmansegg unter Verleihung des Charakters als Generalmajor am 20. Juni 1918 mit Pension zur Disposition gestellt.

### Familie
Kielmansegg verheiratete sich am 20. September 1912 in Dresden mit Lia Baronin von Behr (* 1885). Aus der Ehe ging am 27. März 1917 der Sohn Georg Wilhelm hervor.